# Simon Sjöquist
Simon Peter Eleleth Sjöquist, född 10 juni 1995, är en svensk skådespelare. Han är son till Peter Sjöquist och bror till Norea Sjöquist.
Han började dubba barnfilmer redan som femåring och har varit med i ett flertal produktioner för Sveriges Television, Sun Studio AB och Eurotroll.

## Filmografi
- 2003 – Dagispapporna (röst)
- 2004 – Superhjältarna (röst)
- 2004 – Polarexpressen (röst)
- 2004 – Kogänget (röst)
- 2005 – Robotar (röst)
- 2005 – Zuper-Zebran (röst)
- 2005 – Kalle och chokladfabriken (röst)
- 2006 – Ice Age 2 (röst)
- 2006 – Björnbröder 2 (röst)
- 2006 – Natt på museet (röst)
- 2006 – På andra sidan häcken (röst)
- 2007 – Bee Movie (röst)
- 2008 – Horton (röst)